# Psyra debilis
Psyra debilis är en fjärilsart som beskrevs av W. Warren 1888. Psyra debilis ingår i släktet Psyra och familjen mätare. Inga underarter finns listade.